# João Carlos Teixeira
João Carlos Vilaça Teixeira (Braga, Portugal, 18 de enero de 1993) es un futbolista portugués. Juega de centrocampista y su equipo es el Shanghái Shenhua de la Superliga de China.

## Trayectoria

### Sporting de Lisboa
Teixeira fichó por el Sporting de Lisboa desde las inferiores del SC Braga. Empezó a entrenar con el primer equipo recién en la temporada 2011-2012, con el número 46.

### Liverpool FC
Teixeira fichó por el Liverpool de Inglaterra por un precio de £830,000 durante el mercado de transferencias de enero de 2012. Él ya había llamado la atención del entrenador de Liverpool, Frank McParland, en un partido entre el Sporting contra la academia de Liverpool durante la celebración del torneo NextGen de la temporada 2011-12. El fichaje casi se arruina a raíz de una lesión de espalda de Joao. Cuando llegó a Liverpool, fue llamado como el nuevo Deco. Teixeira jugó 20 partidos de la Premier League sub-21, anotando 2 goles, en la temporada 2012-13. Jugó también en esa división en la temporada 2013-14, hasta que se fue a préstamo al Brentford Football Club.

### Brentford
Llegó el 10 de septiembre de 2013, por un préstamo de plazo hasta el 5 de enero de 2014. El 14 de septiembre fue su primera aparición profesional en una victoria 4-3 sobre el Tranmere Rovers Football Club, entrando en tiempo de adición reemplazando a George Saville. Sin embargo, el Liverpool canceló el préstamo por los pocos minutos que vio Teixeira (solo 2 partidos jugados) y regresó el 7 de octubre.

### Regreso a Liverpool
En febrero de 2014, Teixeira hizo su debut por el Liverpool, reemplazando a Raheem Sterling al minuto 82, en un partido contra el Fulham. Se involucró en la jugada que produjo un penal, que posteriormente convirtió Daniel Sturridge, obteniendo una victoria de 3-2. Después del partido, Teixeira recibió alabanzas del técnico Brendan Rodgers y del entonces capitán del Liverpool F.C. Steven Gerrard.

### Brighton and Hove Albion
El 15 de agosto de 2014 Teixeira se unió al Brighton & Hove Albion Football Club, en calidad de cedido, del entonces técnico Sami Hyypiä, ex-defensor del Liverpool. Debutó el día siguiente, en una derrota de su equipo frente al Birmingham City Football Club. El 19 de agosto anotó su primer gol en el Brighton, luego su segundo gol unos días después. Teixeira anotó un doblete en la victoria de Brighton sobre Ipswich Town Football Club de 3-2, el 21 de enero de 2015. Un mes después, anotó otro doblete, esta vez frente al Birmingham, en otra victoria, esta ocasión de 4-3 para el Brighton. El 14 de abril de 2014 sufrió una grave lesión en la pierna y regresó al Liverpool. El 20 de abril de 2014 fue elegido como el Mejor Jugador Joven del Año del Brighton, luego de terminar entre los goleadores de la liga, con 6 goles.

### Liverpool FC
Volvió a Liverpool luego de recuperarse de su lesión, trabajando duro consiguió ser llamado para el tour por Bangkok, Brisbane, Adelaiade and Malaysia del 2015. Bajo la era Klopp jugó su primer partido completo en Liverpool, contra el Bournemouth, siendo alabado por el director técnico luego de terminado el encuentro.

### Porto
El 13 de junio de 2016 se anuncia su fichaje por el FC Porto con un contrato de 4 años.

## Selección nacional
Teixeira ha jugado en las Selecciones sub-16 a sub-21 de Portugal. Su debut por la sub-21 de Portugal fue en junio de 2013, en un partido amistoso contra la selección de fútbol sub-21 de Croacia, anotando en el minuto 84.

## Clubes
| Club                                  | País         | Año       |
| ------------------------------------- | ------------ | --------- |
| Brentford F. C. (cedido)              | Inglaterra   | 2013      |
| Brighton & Hove Albion F. C. (cedido) | Inglaterra   | 2014-2015 |
| F. C. Porto                           | Portugal     | 2016-2018 |
| S. C. Braga (cedido)                  | Portugal     | 2017-2018 |
| Vitória S. C.                         | Portugal     | 2018-2020 |
| Feyenoord                             | Países Bajos | 2020-2022 |
| F. C. Famalicão                       | Portugal     | 2022      |
| Umm-Salal S. C.                       | Catar        | 2022-2023 |
| Shanghái Shenhua                      | China        | 2023-     |

## Palmarés

### Títulos nacionales
| Título             | Club             | País  | Año  |
| ------------------ | ---------------- | ----- | ---- |
| Copa de China      | Shanghái Shenhua | China | 2023 |
| Supercopa de China | Shanghái Shenhua | China | 2024 |
| Supercopa de China | Shanghái Shenhua | China | 2025 |